# Lichonycteris
Lichonycteris is een geslacht van zoogdieren uit de familie van de bladneusvleermuizen van de Nieuwe Wereld (Phyllostomidae). De wetenschappelijke naam van het geslacht werd in 1895 gepubliceerd door Oldfield Thomas.

## Soorten
Er worden 2 soorten in dit geslacht geplaatst:
- Lichonycteris degener G. S. Miller, 1931
- Lichonycteris obscura O. Thomas, 1895